# Budapesti Honvéd SE (vízilabda)
A Budapesti Honvéd SE vízilabda-szakosztálya, melynek székhelye Budapesten található. A 2000-es évek meghatározó csapata hatszor nyerte meg a magyar bajnokságot, nyolcszor a Magyar Kupát, valamint 2004-ben elhódította a legrangosabb európai vízilabda trófeát is.

## Elnevezései
- 1949–1990: Budapesti Honvéd SE
- 1998–2000: Honvéd Spartacus
- 2000–2001: Honvéd Domino
- 2001–2007: Domino-BHSE
- 2007–2010: Domino-Honvéd
- 2010–2013: Groupama Honvéd
- 2013–2018: Racionet Honvéd
- 2018– : Budapesti Honvéd SE

## Története
A Budapesti Honvéd SE vízilabda-szakosztálya 1949-ben alakult. Első nagyobb sikerét 1953-ban jegyezte, amikor elhódította a Magyar Kupát. Ezt a sikert 1954-ben, 1958-ban, 1959-ben és 1979-ben is sikerült megismételnie, azonban többnyire az első osztályban vitézkedő piros-fehér alakulat egyszer sem tudta beteljesíteni a legnagyobb álmot, nevezetesen hogy megnyerje a magyar bajnokságot.
1990-ben az anyaegyesület az egyéni sportágakat helyezte előtérbe, ezért az elmúlt tíz évben kimagasló eredmény nélküli vízilabda-szakosztályt megszüntette.
1998-ban a nehézségekkel küzdő Bp. Spartacus csapatával fuzionáló Honvéd újra elindult a magyar bajnokságban, és az újabb Magyar Kupa-győzelem mellé egy bronzérmet szerzett. 2000-ben a klub sok olyan fiatal tehetséggel egészült ki, akik a korosztályos nemzetközi tornákon vagy a nemzeti pólóválogatottban nyújtottak kimagasló teljesítményt, így az ezredfordulót követően már a honi pontvadászat egyik legnagyobb esélyesévé léptek elő. Az új főszponzorral rendelkező Honvéd Domino 2001-ben megszerezte első bajnoki címét az akkor egyeduralkodónak számító BSVC ellen, majd 2006-ig az Országos Bajnokság egyeduralkodója lett. Sorozatban hat bajnoki címet gyűjtött, 2002 és 2005 között minden alkalommal a legrangosabb európai vízilabdatorna döntőjébe jutott, de csak 2004-ben sikerült elhódítania azt. A koronát a 2004-es LEN-kupa-győztes elleni Európai Szuperkupa-finálé diadala egészítette ki.
A 2004-es Euroliga-győztes csapat tagjai: Gergely István, Kovács Zoltán (kapusok), Bárány Attila, Bereczki Miklós, Biros Péter, Fodor Rajmund, Kiss Gergely, Kovács Olivér, Molnár Tamás, Paján Viktor, Sugár Sándor, Szivós Márton, Vári Attila, Frick Ottó
2008 óta a jelentősen megfiatalított Honvéd Vad Lajos irányításával szerepel, 2010-ben nyolcadik kupagyőzelmét ünnepelte.
A szakosztálynak több gyermekcsapata is van.

## Eredmények

### Hazai sikerek
- OB I.
  - Bajnok (6 alkalommal): 2001, 2002, 2003, 2004, 2005, 2006
  - Ezüstérmes (2 alkalommal): 1967, 2007,
  - Bronzérmes (11 alkalommal): 1950, 1954, 1955, 1959, 1965, 1968, 1982, 1999, 2000, 2008, 2009,
- Magyar kupa
  - Kupagyőztes (8 alkalommal): 1953, 1954, 1958, 1959, 1979, 1999, 2006, 2010
  - Ezüstérmes (10 alkalommal):  1955, 1957, 1960, 1961, 1964, 1965, 1966, 1982, 2007, 2011

### Nemzetközi sikerek
- LEN-bajnokok ligája
  - Kupagyőztes (1 alkalommal): 2004
  - Ezüstérmes (3 alkalommal): 2002, 2003, 2005
- Európai Szuperkupa
  - Kupagyőztes (1 alkalommal): 2004

## Keret
A 2017–2018-as idény kerete:
| - Decker Attila(kapus) - Duvnjak Starcevic Borna (kapus) - Borsós Endre - Gyárfás Tamás - Illés Sándor - Irmes Pál - Kiss Bálint - Manhercz Ádám | - Simon Adrián - Simon Roland - dr. Kiss Gergely - Tóth Péter - Szivós Márton - Andrej Balakirjev - Yusuke Shimizu |

Szakmai stáb:
- Vezetőedző:  Vad Lajos
- Erőnléti edző:  Steinmetz-Bobcsek Emese
- Gyúró:  Klenyán Tamás
- Csapatorvos:  dr. Gábor Antal

## Átigazolások

### A 2016–17-es szezon után
Távozott
- Steinmetz Barnabás, visszavonult
- Kalanovics Balázs, a EBP Tatabánya-hoz
- Fejős Róbert, a EBP Tatabánya-hoz
- Fazekas Tibor, a EBP Tatabánya-hoz
- Arai Atsushi, a ??

Érkezett
- Manhercz Ádám, a Contitech Szeged Diapóló-tól
- Illés Sándor, a Contitech Szeged Diapóló-tól
- Tóth Péter, a Debreceni VSE-től
- Andrej Balakirjev, a CS Dinamo București-től

## Edzők
- Brandi Jenő (1950–1975)
- Markovits Kálmán (1976–1978)[1]
- Bolvári Antal (1979–1982)[2]
- Téglássy Sándor (1983–1984)[3]
- Mayer Mihály (1985)[4]
- Kiss Egon (1986)[5]
- Mohácsi Attila (1987–1989)
- Kovács István (1998–2008)[6]
- Vad Lajos (2008–2018)[7]
- Merész András (2018–2020)[8]
- Szivós Márton (2020–)[9]

## Híres játékosok
Halhatatlanok klubja
- Benedek Tibor (háromszoros olimpiai bajnok, egyszeres világ- és Európa-bajnok)
- Biros Péter (háromszoros olimpiai bajnok, egyszeres világ- és Európa-bajnok)
- Brandi Jenő (olimpiai bajnok, kétszeres Európa-bajnok)
- Bolvári Antal (kétszeres olimpiai bajnok, egyszeres Európa-bajnok)
- Fodor Rajmund (kétszeres olimpiai bajnok, egyszeres világbajnok és kétszeres Európa-bajnok)
- Gergely István (kétszeres olimpiai bajnok, egyszeres világbajnok)
- Hevesi István (olimpiai bajnok, kétszeres Európa-bajnok)
- dr. Kiss Gergely (háromszoros olimpiai bajnok, egyszeres világbajnok és kétszeres Európa-bajnok)
- dr. Molnár Tamás (háromszoros olimpiai bajnok, egyszeres világbajnok és kétszeres Európa-bajnok)
- Vári Attila (kétszeres olimpiai bajnok, egyszeres világbajnok és kétszeres Európa-bajnok)

Örökös bajnokok
- Bárány Attila
- Kovács István
- Kovács Olivér
- Szivós Márton
- Tóth Imre
- Váczi József